# Nová Ves u Chotěboře
Nová Ves u Chotěboře é uma comuna checa localizada na região de Vysočina, distrito de Havlíčkův Brod.